# Dimeria idukkiensis
Dimeria idukkiensis är en gräsart som beskrevs av N. Ravi och Anil Kumar. Dimeria idukkiensis ingår i släktet Dimeria och familjen gräs. Inga underarter finns listade i Catalogue of Life.